# اچ‌ام‌اس گوریر (۱۸۰۶)
اچ‌ام‌اس گوریر (۱۸۰۶) (به انگلیسی: HMS Guerriere (1806)) یک کشتی است.